# Bräcke Östergård

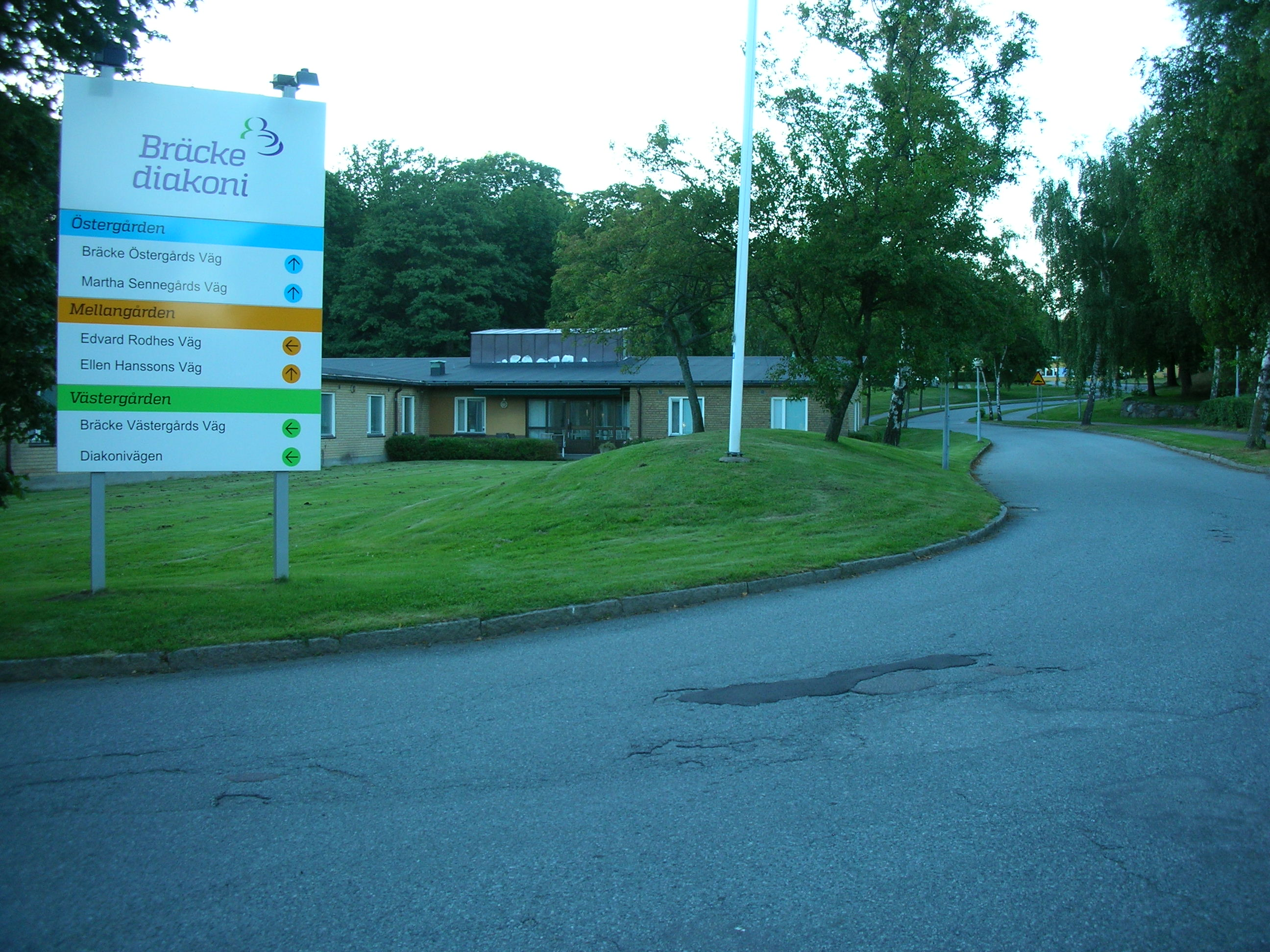
Vägen till Bräcke Östergård till höger, 2015.

Bräcke Östergård är ett regionalt habiliterings- och rehabiliteringscentrum i stadsdelen Bräcke på Hisingen i Göteborg. Verksamheten startade 1958 med Bräcke diakonistiftelse som huvudman. Initiativtagare och en drivande kraft bakom uppbyggnaden var Sven-Olof Brattgård, professor i handikappvetenskap och själv rörelsehindrad. Han var också ordförande 1960–1988.
Verksamheten inriktades från start på uppbyggnad av en mönsteranläggning för vård, behandling och forskning för barn och ungdomar med cerebral pares och andra muskulära och neurologiska barnsjukdomar. Än idag kan remitteras barn och ungdomar med funktionsnedsättning till Bräcke Östergård för utredning och behandling, vård och undervisning. Verksamheten omfattar också utbildning och forskning i habilitering i samarbete med universitet och högskolor. Huvudman är Bräcke Diakonigård i samarbete med Västra Götalandsregionen.